# Mòng biển xám
Leucophaeus modestus là một loài chim trong họ Laridae.